# Algebra omologica
L'algebra omologica è la branca della matematica che studia i metodi dell'omologia e della coomologia da un punto di vista generale. Questi concetti sono nati nell'ambito della topologia algebrica.
Le teorie di coomologia sono state definite per vari oggetti matematici quali spazi topologici, fasci, gruppi, anelli, algebre di Lie e C*algebre. Anche lo studio della moderna geometria algebrica non può fare a meno della coomologia dei fasci.
Centrale per l'algebra omologica è la nozione di successione esatta; questi sono gli oggetti attualmente utilizzati per effettuare i calcoli. Un altro genere di strumento classico dell'algebra omologica è il funtore derivato; gli esempi basilari di questi funtori sono Ext e Tor.

## Aspetti fondazionali
Dopo un primo periodo nel quale l'algebra omologica si è dimostrata utile in un'ampia gamma di applicazioni, vi sono stati vari successivi sforzi di astrazione per poterla collocare in una posizione più astratta su una base uniforme. Si può individuare uno spostamento dalla computabilità alla generalità che, a grandi linee, si sviluppa in tre stadi fondazionali.
- Cartan-Eilenberg - Con il loro libro "Homological Algebra" del 1956 questi autori si sono basati sulla risoluzione proiettiva e sulla risoluzione iniettiva.
- 'Tohoku' - Questo approccio trae il nome da un celebre articolo di Alexander Grothendieck apparso nel 1957 nella Seconda Serie di The Tohoku Mathematical Journal; esso si serve del concetto di categoria abeliana per introdurre i fasci di gruppi abeliani.
- Categoria derivata di Grothendieck e J.-L. Verdier - Queste categorie compaiono nella tesi discussa da Verdier nel 1967 con la supervisione di Grothendieck. Esse sono esempi delle categorie triangolate utilizzate in numerose recenti teorie.

Lo strumento computazionale per eccellenza dell'algebra omologica è la successione spettrale; questi oggetti sono essenziali negli approcci di Cartan-Eilenberg e "Tohoku": essi sono necessari, in particolare, per calcolare i funtori derivati di una composizione di due funtori dati. Le successioni spettrali sono meno essenziali nell'approccio delle categorie derivate, ma ancora giocano un ruolo importante ogniqualvolta si rende necessario un calcolo concreto.
Va ricordato anche che vi sono stati tentativi di 'teorie non commutative' che possano estendere la prima coomologia come i torsori (importanti nella coomologia di Galois).